# Sharp Objects (Fernsehserie)
Sharp Objects ist eine US-amerikanische Miniserie des Senders HBO. Im deutschsprachigen Raum war sie ab 30. August 2018 beim Sender Sky Atlantic HD im linearen Fernsehen zu sehen. Zuvor stand sie in der englischen Originalversion bereits ab 9. Juli 2018 zum Abruf. Während der US-Ausstrahlung der Serie wurde bekannt gegeben, dass das ohnehin als limitierte Serie geplante Projekt keine zweite Staffel bekommen werde.
Die Fernsehserie ist eine Adaption des Debütromans gleichen Titels der Schriftstellerin Gillian Flynn.

## Inhalt
Die Kriminalreporterin Camille Preaker, die an Alkoholmissbrauch leidet und vor kurzem aus einem psychiatrischen Krankenhaus nach Jahren der Selbstverletzung entlassen wurde, kehrt in ihre Heimatstadt Wind Gap, Missouri zurück, um die Morde an zwei jungen Mädchen zu untersuchen. Die Aufgabe führt sie zurück in ihr Elternhaus unter das kritische Auge ihrer Mutter Adora, einer kleinstädtischen Persönlichkeit, die Preaker dazu zwingt, einige innere Dämonen zu konfrontieren.

## Besetzung und Synchronisation
Die deutsche Synchronisation der Serie wurde bei der Taunusfilm nach Dialogbüchern und unter der Dialogregie von Nadine Geist erstellt.
| Rolle                    | Schauspieler       | Hauptrolle (Folgen) | Nebenrolle (Folgen) | Synchronsprecher   |
| ------------------------ | ------------------ | ------------------- | ------------------- | ------------------ |
| Camille Preaker          | Amy Adams          | 1–8                 |                     | Giuliana Jakobeit  |
| Adora Crellin            | Patricia Clarkson  | 1–8                 |                     | Katharina Koschny  |
| Detective Richard Willis | Chris Messina      | 1–8                 |                     | Torben Liebrecht   |
| Amma Crellin             | Eliza Scanlen      | 1–8                 |                     | Lisa May-Mitsching |
| Bill Vickery             | Matt Craven        | 1–8                 |                     | Frank Röth         |
| Alan Crellin             | Henry Czerny       | 1–8                 |                     | Matthias Klie      |
| John Keene               | Taylor John Smith  | 1–8                 |                     | Max Felder         |
| Ashley Wheeler           | Madison Davenport  | 1–8                 |                     | Lina Rabea Mohr    |
| Frank Curry              | Miguel Sandoval    | 1–8                 |                     | Kaspar Eichel      |
| Bob Nash                 | Will Chase         | 1–8                 |                     | Tim Moeseritz      |
| Camille Preaker (jung)   | Sophia Lillis      | 1–8                 |                     | Derya Flechtner    |
| Marian Crellin           | Lulu Wilson        | 1–8                 |                     | Keren Hochberg     |
| Jackie O’Neill           | Elizabeth Perkins  | 1–8                 |                     | Irina von Bentheim |
| Kirk Lacey               | Jackson Hurst      | 2, 4–6              |                     | Jaron Löwenberg    |
| Chris                    | David Sullivan     |                     | 1–8                 | Ozan Ünal          |
| Alice                    | Sydney Sweeney     |                     | 1–7                 | Olivia Büschken    |
| Eileen Curry             | Barbara Eve Harris |                     | 1–2, 4–8            | Martina Treger     |
| Annie B                  | Beth Broderick     |                     | 1–2, 4–5, 8         |                    |
| Gayla                    | Emily Yancy        |                     | 1–6, 8              |                    |
| Jeannie Keene            | Jennifer Aspen     |                     | 2–4, 8              | Carmen Katt        |
| Katie Lacey              | Reagan Pasternak   |                     | 2, 4–6              | Aline Staskowiak   |
| Becca                    | Hilary Ward        |                     | 2, 6                | Isabelle Höpfner   |

## Kritiken
„Sharp Objects hat wahrscheinlich alles, um der nächste große Serienhit von HBO zu werden: eine beliebte Buchvorlage der Gone Girl-Autorin Gillian Flynn, einen einzigartigen Visionär wie Jean-Marc Vallée (Big Little Lies) auf dem Regiestuhl und zu guter Letzt die fünffach oscarnominierte Spitzenschauspielerin Amy Adams (Arrival, American Hustle) in der Hauptrolle. Doch auch das Thema des düsteren Sommerkrimis, ein Mordmysterium in der Kleinstadt, ist durchaus vielversprechend.“